# Jiuli (sockenhuvudort i Kina, Hunan Sheng, lat 29,69, long 111,59)
Jiuli är en sockenhuvudort i Kina. Den ligger i provinsen Hunan, i den södra delen av landet, omkring 210 kilometer nordväst om provinshuvudstaden Changsha. Antalet invånare är 17 731. Befolkningen består av 8 772 kvinnor och 8 959 män. Barn under 15 år utgör 13,0 %, vuxna 15-64 år 74 %, och äldre över 65 år 11,0 %.
Runt Jiuli är det tätbefolkat, med 308 invånare per kvadratkilometer. Närmaste större samhälle är Xin'an, 9,6 km sydväst om Jiuli. Trakten runt Jiuli består till största delen av jordbruksmark.
Genomsnittlig årsnederbörd är 1 565 millimeter. Den regnigaste månaden är maj, med i genomsnitt 222 mm nederbörd, och den torraste är december, med 22 mm nederbörd.